# El cantor enamorado
El cantor enamorado  es una película filmada en colores de Argentina dirigida por Juan Antonio Serna según su propio guion escrito en colaboración con Hernán Figueroa Reyes que se estrenó el 8 de octubre de 1969 y que tuvo como protagonistas a Hernán Figueroa Reyes, Virginia Lago, Enrique Coria y Jorge Cafrune. Fue filmada en la ciudad de Cosquín, provincia de Córdoba.

## Sinopsis
Un joven cantor quiere triunfar en Cosquín.

## Reparto
- Hernán Figueroa Reyes
- Virginia Lago
- Enrique Coria
- Jorge Cafrune
- Julio Márbiz
- Abel Figueroa
- Los Tucu Tucu
- Chango Nieto
- Robustiano Aráoz
- Roberto Rimoldi Fraga
- Sergio "Capote" Piñeiro
- Rubén Durán
- Eduardo Falú
- Carmen Manchaca

## Comentarios
La Prensa escribió:

”El saldo es negativo, a pesar de que la película puede presentar cierto relativo interés para los aficionados al folklore.”

La Nación :

”Dadas la endeblez del guion y la falta de imaginación de  la cámara, el interés del film  queda a cargo de los numerosos artistas reunidos en esta muestra y de la buena fotografía color de Julio Lavera.”

Por su parte, Manrupe y Portela escriben sobre el filme:

”Una historia trivial con el marco del Festival y mucho folklore mal sonorizado.”